# Falfurrias
La ville de Falfurrias (en anglais [fælˈfjʊəriəs]) est le siège du comté de Brooks, dans l’État du Texas, aux États-Unis. Lors du recensement de 2010, elle comptait 4 981 habitants.
Falfurrias se trouve sur le trajet de l’U.S. Route 281.

## Source
- (en) Cet article est partiellement ou en totalité issu de l’article de Wikipédia en anglais intitulé « Falfurrias, Texas » (voir la liste des auteurs).

1. ↑  « American FactFinder » (consulté le 3 novembre 2014)
2. ↑  « Population and Housing Unit Estimates » (consulté le 9 juin 2017)
3. ↑  « Census of Population and Housing » [archive du 12 mai 2015], Census.gov (consulté le 4 juin 2015)